# Edmée Betancourt
Edmée Betancourt es una ingeniera industrial graduada en la Universidad de Carabobo. Fue ministra de Comercio durante el gobierno de Hugo Chávez y presidenta del Banco Central de Venezuela durante el gobierno de Nicolás Maduro.

## Biografía

### Formación académica
Natural de Valencia, Betancourt cursó estudios en la Universidad de Carabobo, donde egresó con el título de Ingeniero Industrial. Posteriormente, en esa misma casa de estudios, realizó un máster en Ciencias mención Matemáticas y en la Universidad Simón Bolívar, llevó a cabo una Especialización en Programación Lineal.[cita requerida]

### Inicios
Desde 1969 ejerce actividades en la docencia. De su experiencia en este ámbito, destaca su actuación como Vicerrectora Administrativa de la Universidad de Carabobo (1988-1992) y luego como Vicerrectora de Asuntos Sociales de la Universidad Nacional Experimental Politécnica de la Fuerza Armada (Unefa, 2006 – 2009) creó el Programa Nacional de Peritos Comunales, y su primera fase fue acreditado por el presidente Hugo Chávez Frías, en el Teatro Teresa Carreño. Desde esa casa de estudio impulsó la creación del Movimiento Estudiantil Revolucionario Unefista (MERU) el cual alcanzó una cobertura a nivel nacional.[cita requerida]
Edmée Betacourt fue Viceministra del Trabajo entre los años 2000 y 2003; del año 2003 al 2004, se desempeñó como Viceministra de Industria.[cita requerida]

### Ministra de Comercio
Del año 2004 al 2005, como Ministra de Industrias Ligeras y Comercio.[cita requerida]

### Presidenta de Corpocentro
Fue designada como presidenta de la Corporación de Desarrollo de la Región Central (Corpocentro), del año 2009 al 2010, la cual concluyó con los planes de desarrollo de los estados Aragua y Carabobo.[cita requerida]

### Presidenta de Bandes
Para el 1 de enero de 2010 fue asignada como presidenta del Banco de Desarrollo Económico y Social de Venezuela (Bandes).[cita requerida]

### Ministra de Comercio
En enero de 2011, fue nombrada ministra del Poder Popular para el Comercio vía decreto nacional sustituyendo a Richard Canán. A su cargo, promovió diversas leyes para regir el costo de los alimentos en Venezuela. El 14 de octubre de 2011, es designada como embajadora de Venezuela ante la Organización de las Naciones Unidas para la Agricultura y la Alimentación.
Quien fuera la anterior Ministra para el Poder Popular del Comercio, el 22 de abril de 2013 fue propuesta por el presidente Nicolás Maduro ante la Asamblea Nacional para ocupar la Presidencia del Banco Central de Venezuela. Cuatro meses después es retirada luego de destaparse un supuesto plan de sobornos financieros investigado por Estados Unidos, que involucra a María de los Ángeles Gonzáles, una funcionaria venezolana del estatal Banco de Desarrollo Económico y Social de Venezuela (Bandes), en momentos en que Edmée Betancourt era presidenta de dicha entidad.